# Georges Tiret-Bognet
Georges Tiret-Bognet né le 15 janvier 1855 à Saint-Servan et mort le 15 octobre 1935 à Paris est un dessinateur, peintre, illustrateur et caricaturiste français.

## Biographie

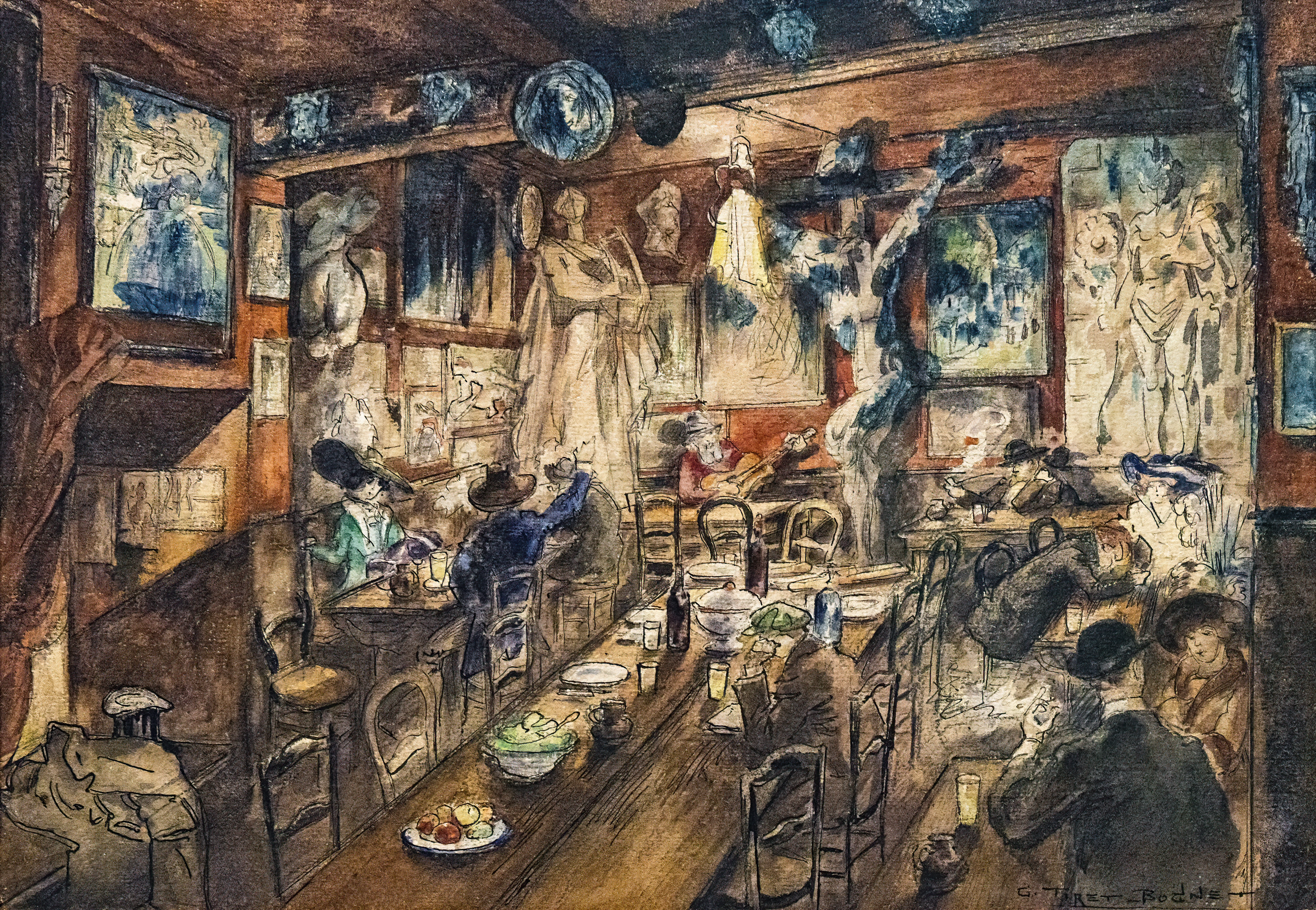
Intérieur du Lapin agile (vers 1910), Palm Beach, collection Weisman et Michel.

Georges Tiret-Bognet est le quatrième enfant de Charles Tiret-Bognet et de son épouse Amélie Marie Dereix. Il est exempté de service militaire par un tirage au sort favorable. Il est admis à 'École des beaux-arts de Paris.
Dessinateur, membre des Hydropathes, Tiret-Bognet est une figure de la butte Montmartre. Il prend pension chez La Belle Gabrielle, café tenu par Marie Vizier, en même temps que Maurice Utrillo et Jules Depaquit. C'est dans le quartier de la Goutte-d'Or qu'il passa sa vie dans la misère. En 1883, il réalise un dessin, intitulé Mesdames et messieurs, voici le monument, pour illustrer la pièce, Le Rêve d'un Viveur, de Jean-Louis Dubut de Laforest, il est publié dans le recueil de la pièce.
Maurice Utrillo disait de son ami Georges Tiret-Bognet : « C'est le plus grand peintre vivant ! ». Tiret-Bognet lui répondait : « Ce que tu fais est très curieux. Travaille Maurice, tu deviendras épatant ! »[réf. nécessaire].
Après son mariage, il s'installe au 17, rue Cavé à Paris avec son épouse. Celle-ci tombera malade faute d'une alimentation correcte et le couple finira par avoir 170 francs d'arriérés de loyers. C'est dans la boisson que l'artiste cherchera à oublier sa misère. Georges Tiret-Bognet écrira en 1912 sur cette période de sa vie : « J'ai cinquante huit ans et depuis l'âge de quarante ans j'ai traversé de cruelles maladies qui m'ont fait faire bien des séjours à l'hôpital. Actuellement, je dois un terme ; mes vêtements sont usés. Mon linge n'est plus raccommodable. J'ai dû renoncer à l'alimentation régulière, et je n'ai souvent pas de quoi me procurer les fournitures nécessaires au travail…[réf. nécessaire] »
Il est l'auteur de scènes militaires, de dessins pour la Maison Quantin des imagerie d'Épinal, et illustre des livres pour Jules Verne, Georges Le Faure, Jean Drault. Il mène également une carrière de dessinateur humoristique dans des journaux illustrés comme Le Chat Noir, L’Ouvrier, Le Rire ou Le Triboulet.
Georges Tiret-Bognet meurt dans la misère le 15 octobre 1935 à Paris, où il est inhumé au cimetière du Père-Lachaise (45e division).

## Œuvres

### Œuvres dans les collections publiques
Canada

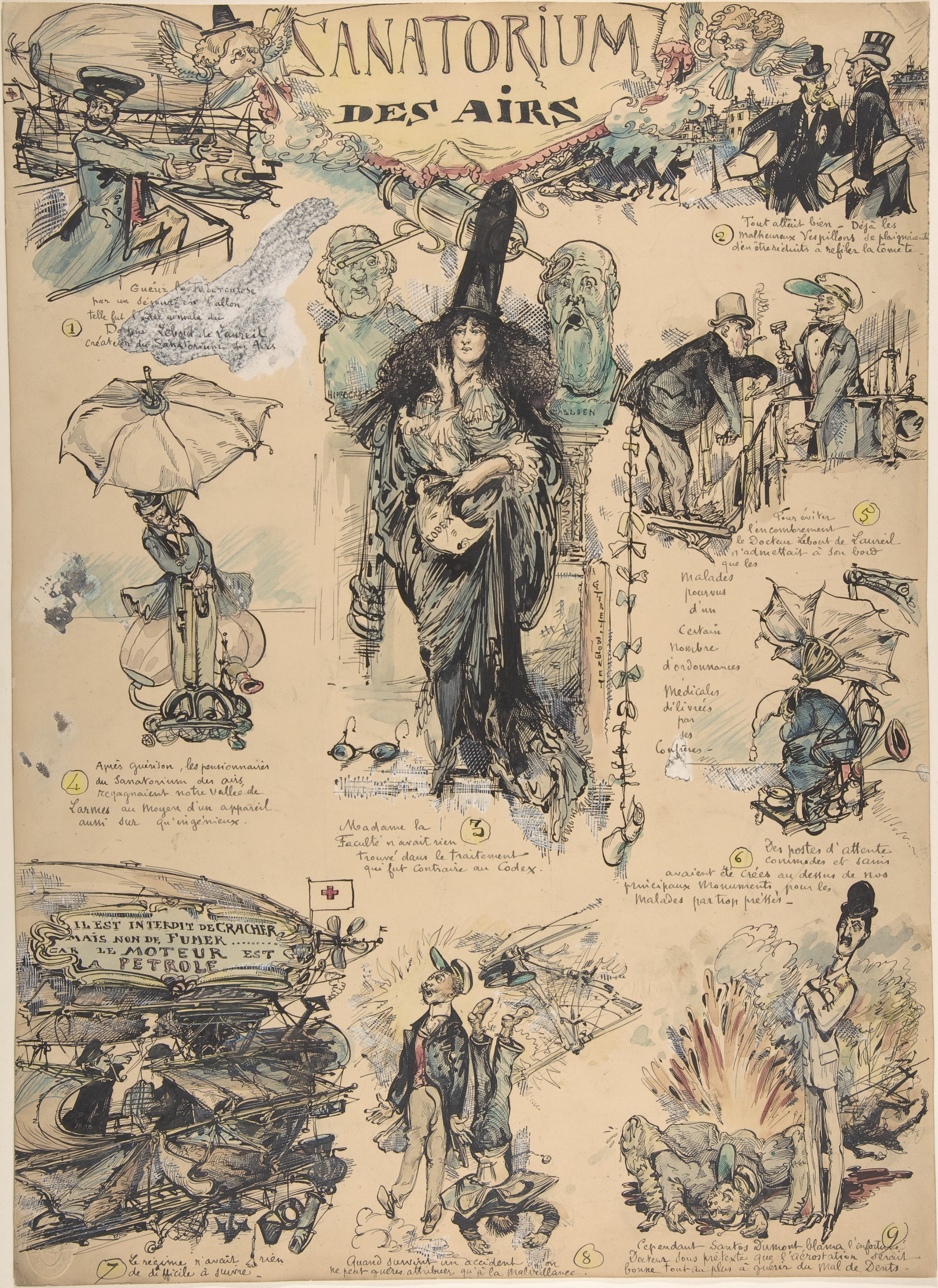
Sanatorium des Airs, New York, Metropolitan Museum of Art.

- Ottawa, Musée des beaux-arts du Canada : Caricature de Tolstoï, vers 1910, encre, aquarelle et gouache.

États-Unis
- New York, Metropolitan Museum of Art :
  - Sanatorium des Airs, encre et aquarelle sur papier ;
  - Aérobus des enfer à la terre, fête de la Paix, vers 1919, encre et aquarelle sur papier.

France
- Châteauroux, musée Bertrand : Soirée chez Rollinat, huile sur bois[4].
- Épinal, musée de l'Image ; fonds de planches éditées par la Maison Quantin.
- Montreuil, musée de l'Histoire vivante :
  - Scène de combat à Montmartre, gouache sur papier[5] ;
  - Batteries de canons à Montmartre, gouache sur papier[6] ;
  - Batteries de canons et troupes à Montmartre, gouache sur papier[7].

### Illustrations

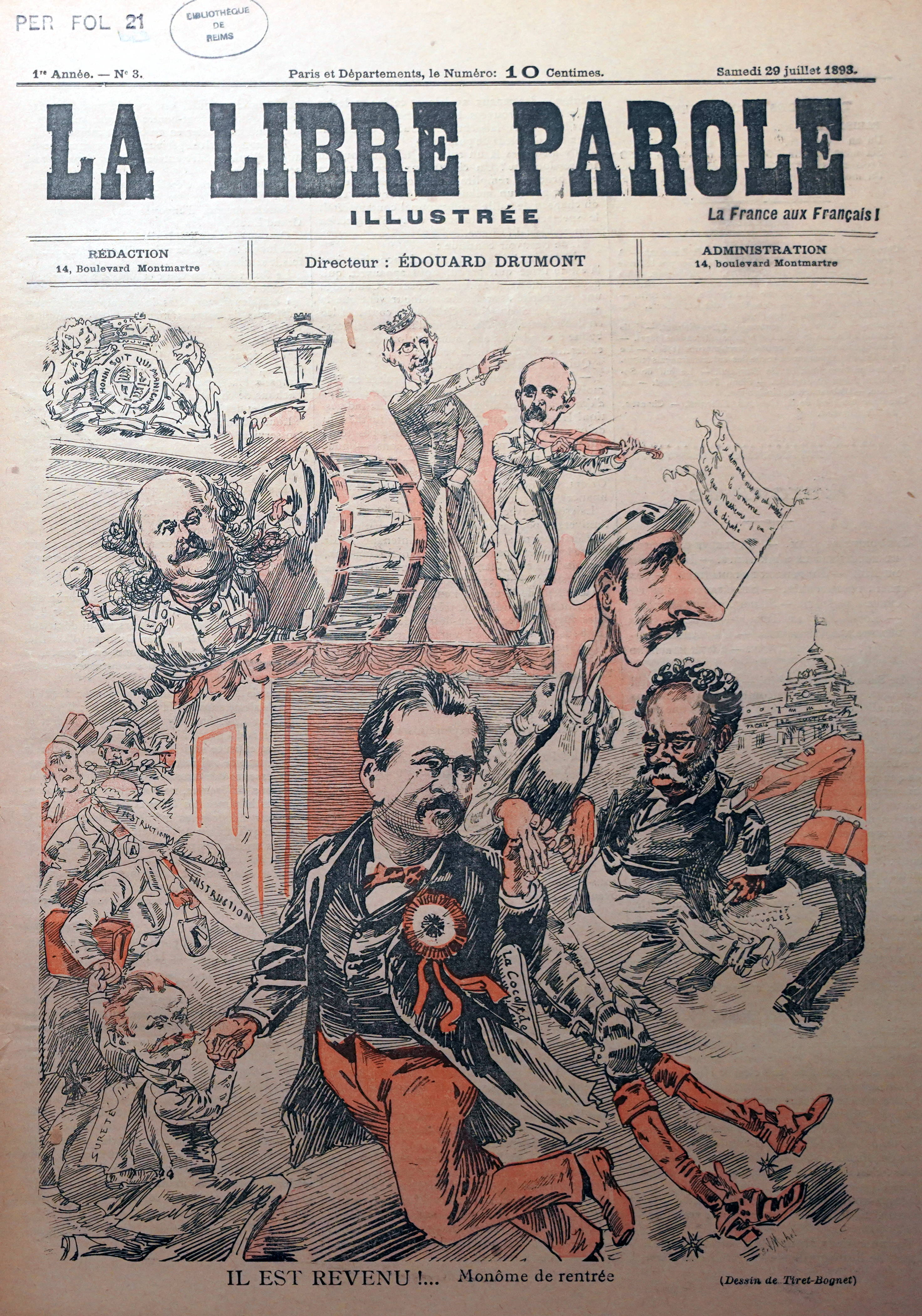
Contribution à la couverture de La Libre Parole Illustrée, 1893.

- Georges Bastard, Paris qui roule, illustration de Georges Tiret-Bognet et de Louis Bombled, Paris, édition G. Chamerot, 1889.
- Jules Verne, Famille-Sans-Nom, 1889.
- Au Canada et Chez les Peaux-Rouges, neuf gravures hors-texte d'après les dessins de Georges Tiret-Bognet et L. Georges Demanche, éditions Hachette, 1890.
- Guillaume Livet, L'amour forcé, Charpentier De Fasquelle, 1895.
- Olympe Gevin-Cassal, Histoire d'un petit exilé, Librairie d'éducation Chavaray Mantoux Martin, 1896, réédition en 1905.
- Clément Rochel, Demoiselle à marier, chez l'auteur, 1902.
- Madame Tambour, 100 illustrations de Georges Tiret-Bognet, édition Émile Gaillard.

Illustrations de Georges Tiret-Bognet pour Famille-Sans-Nom  de Jules Verne (1889)
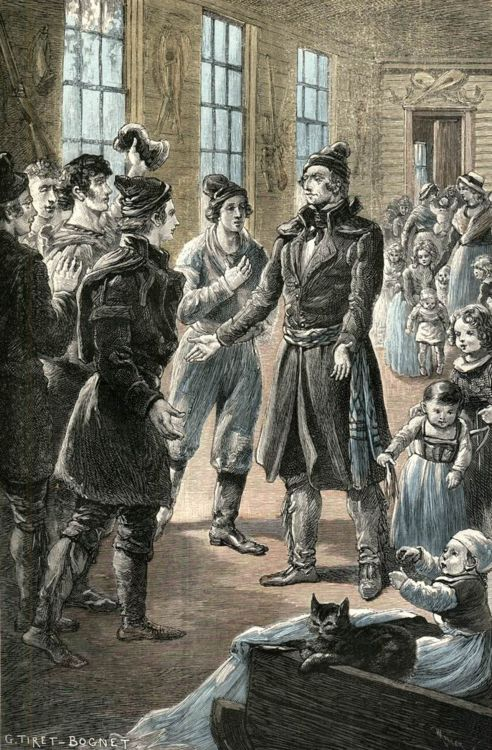
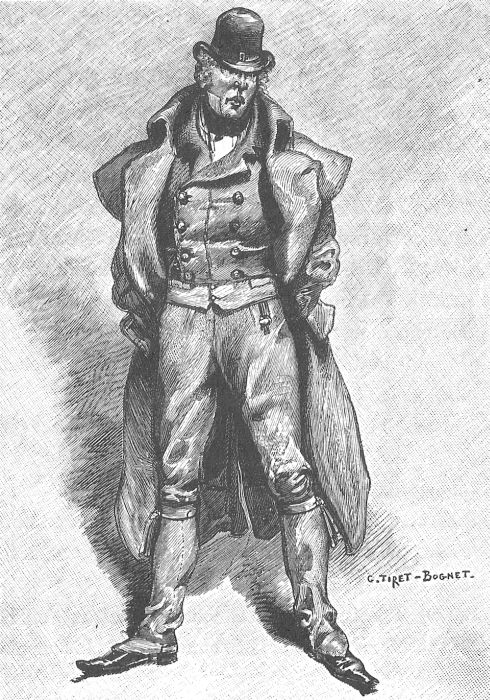
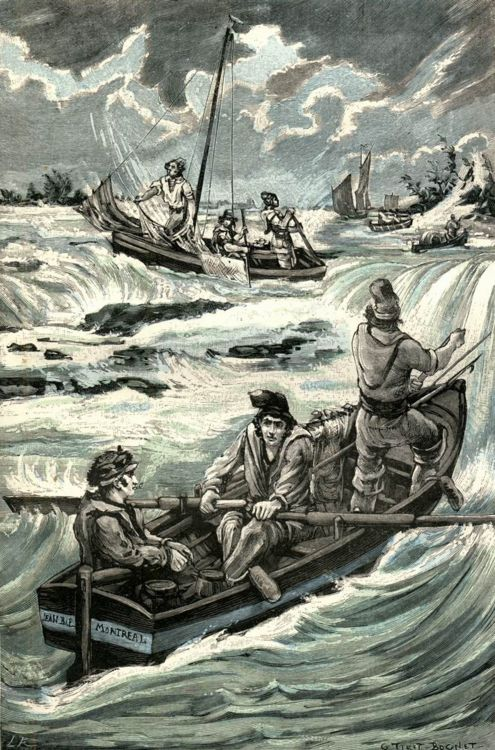
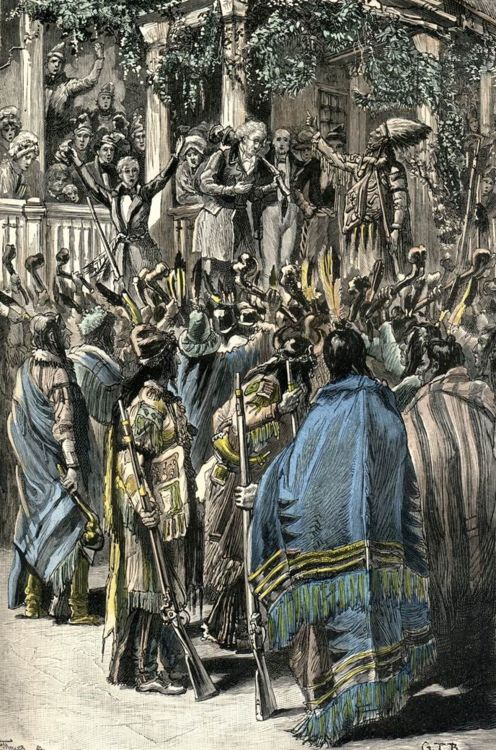